# Nursultan Tursynov
Nursultan Tursynov (in kazako Нұрсұлтан Тұрсынов?; Semej, 30 gennaio 1991) è un lottatore kazako, specializzato nella lotta greco-romana.

## Palmarès
- Campionati asiatici

Astana 2014
oro negli 85 kg.
Doha 2015: argento negli 87 kg.
Ulaanbaatar 2022: bronzo negli 87 kg.